# Nagy jácintara
A nagy jácintara (Anodorhynchus hyacinthinus), korábban jácintkék ara, a madarak osztályának papagájalakúak (Psittaciformes) rendjébe és a papagájfélék (Psittacidae) családjába tartozó faj.

## Előfordulása
Élőhelye Dél-Amerika középső része.
Elterjedési területébe beletartozik Brazília középső-déli részén Pará, Bahia, Minas Gerais és Mato Grosso államok; Kelet-Bolívia és Paraguay északnyugati része. Természetes élőhelye az alföldi és folyók menti erdők, mocsarak, szavannák.

## Megjelenése
Magassága 100 centiméter, testtömege 1500 gramm. A legnagyobb testű papagájfaj. Tollazatának alapszíne mély kobaltkék. Farkának alsó felülete sötétszürke.
Jellemző rá a citromsárga szemgyűrű. Csőre fekete, az alsó csőrkávával határos csupasz bőrfelület citromsárga. A nemek hasonlóak.

## Életmódja
Rendkívül óvatos, igen ritkán látható madár. Ha teheti, elbújik az erdő sűrűjében. Általában párban vagy kisebb, maximum 20 példányt számláló csapatokban él. Röpte gyors és iránytartó, a csapatban repülés közben is jól látható a párok szoros együvétartozása. Hangja éles ararikoltás. Különböző magvak, gyümölcsök, bogyók teszik ki a táplálékát. Különösen kedveli a pálmadiófélék termését.

## Szaporodása
Többnyire az őszi hónapokban, faóriások odvaiban költ. Fészekalja 2-4 tojásból áll, amin 28-30 napig kotlik a tojó. A kirepülési idő nagyjából 3 hónap.

## Tartása
Szigorúan védett madár, így elvileg csak madárparkok és állatkertek tarthatják. A szigorú védelem ellenére élőhelyén még ma is sok egyedet befognak, melyeket illegálisan értékesítenek főleg magánszemélyeknek. A madarak igen értelmesek, hamar megszelídülnek. Több helyen szabadon is tartják, ha az éghajlat megfelelő.
Összehangolt tenyésztéssel próbálják meg megmenteni a fajt a teljes kipusztulástól. Európában az Európai Állatkertek és Akváriumok Szövetsége felügyelete alá tartozó Európai Veszélyeztetett Fajok Programja (EEP) keretében tenyésztik a faj egyedeit.
Magyarországon korábban csak a Fővárosi Állat- és Növénykertben lehetett jácintarát látni. Jó ideje azonban magánszemélyek tulajdonában is vannak jácintarák, és a Szegedi Vadasparkban és a Nyíregyházi Állatparkban is tartják a fajt.
|  |  |

## Természetvédelmi helyzete
Egyedszáma 4300 alatti lehet. A Természetvédelmi Világszövetség Vörös listáján sebezhető fajként szerepel.